# Las Pastoras
Las Pastoras är en vattenkälla i Mexiko. Den ligger i delstaten Zacatecas, i den centrala delen av landet. 